# Die 1000 Augen des Dr. Mabuse
Die 1000 Augen des Dr. Mabuse (bra: Os Mil Olhos do Dr. Mabuse; prt: O Diabólico Dr. Mabuse) é um filme policial franco-ítalo-alemão de 1960, dirigido por Fritz Lang, com roteiro de Heinz Oskar Wuttig e do próprio Lang baseado no romance de Jan Fethke Mr. Tot Aĉetas Mil Okulojn, originalmente escrito em esperanto.

## Sequências
O filme gerou uma série de sequências:
- Im Stahlnetz des Dr. Mabuse (1961), dirigido por Harald Reinl;
- Die unsichtbaren Krallen des Dr. Mabuse (1962), dirigido por Harald Reinl;
- Das Testament des Dr. Mabuse (1962), dirigido por Werner Klingler, uma refilmagem do original de 1933;
- Scotland Yard jagt Dr. Mabuse (1963), dirigido por Paul May;
- Die Todesstrahlen des Dr. Mabuse (1963), dirigido por Hugo Fregonese;

## Elenco
- Peter van Eyck: Henry B. Travers
- Dawn Addams: Marion Menil
- Gert Fröbe: Jochen Kras
- Wolfgang Preiss: Prof. Dr. S. Jordan / Peter Cornelius / Dr. Mabuse
- Werner Peters: Hieronymus B. Mistelzweig
- Andrea Checchi: Detetive do Hotel
- Marie Luise Nagel: Blondine
- Reinhard Kolldehoff: Roberto Menil
- Howard Vernon: No. 12
- Nico Pepe: Gerente do Hotel
- Jean Jacques Delbo: Comparsa de Dr. Mabuse
- David Cameron: Michael Parker
- Linda Sini: Corinna
- Rolf Weih: Chefe da Interpol
- Rolf Möbius: Policial
- Lotte Alberti: Irmã Agnes
- Manfred Grote: Keyser
- Maria Milde: Camareira
- Albert Bessler: Engenheiro do Hotel
- Wolfgang Völz: Karl